# Marr-Piedmont-Gletscher
Der Marr-Piedmont-Gletscher ist ein großer Vorlandgletscher, der die Nordwesthälfte der Anvers-Insel im Palmer-Archipel einnimmt.
Sein Entdecker ist vermutlich der deutsche Polarforscher Eduard Dallmann bei dessen Antarktisexpedition auf der Groenland (1873–1874). Grobe Vermessungen nahm der französische Polarforscher Jean-Baptiste Charcot bei der Vierten (1903–1905) und der Fünften Französischen Antarktisexpedition (1908–1910) vor. Das UK Antarctic Place-Names Committee benannte ihn 1954 nach dem britischen Meeresbiologen und Polarforscher James Marr (1902–1965).